# Leandro Teijo
Leandro Nicolás Teijo (Almagro, Buenos Aires, Argentina, 27 de julio de 1991) es un futbolista argentino que se desempeña como mediocampista y actualmente juega en Alvarado de Mar del Plata de la Primera B Nacional, segunda división del fútbol argentino.

## Clubes
| Club                      | País      | Año             |
| ------------------------- | --------- | --------------- |
| Vélez                     | Argentina | 2010 - 2011     |
| All Boys                  | Argentina | 2011 - 2012     |
| Racing (Olavarría)        | Argentina | 2012 - 2014     |
| Independiente (Neuquén)   | Argentina | 2014 - 2016     |
| FC Koper                  | Eslovenia | 2016 - 2017     |
| Nueva Chicago             | Argentina | 2017 - 2019     |
| Alvarado de Mar del Plata | Argentina | 2019 - Presente |

## Estadísticas
| Club                                                                 | Temporada               | Liga  | Liga  | Copa Nac.1 | Copa Nac.1 | Copa Inter. | Copa Inter. | Total | Total |
| Club                                                                 | Temporada               | Part. | Goles | Part.      | Goles      | Part.       | Goles       | Part. | Goles |
| -------------------------------------------------------------------- | ----------------------- | ----- | ----- | ---------- | ---------- | ----------- | ----------- | ----- | ----- |
| Racing (Olavarría) Argentina                                         | 2012/13                 | 19    | 0     | 3          | 0          | -           | -           | 22    | 0     |
| Racing (Olavarría) Argentina                                         | 2013/14                 | 19    | 0     | 1          | 0          | -           | -           | 20    | 0     |
| Racing (Olavarría) Argentina                                         | Total Racing (O)        | 38    | 0     | 4          | 0          | -           | -           | 42    | 0     |
| Independiente (Neuquén) Argentina                                    | 2014                    | 10    | 0     | 1          | 0          | -           | -           | 11    | 0     |
| Independiente (Neuquén) Argentina                                    | 2015                    | 28    | 0     | 2          | 0          | -           | -           | 30    | 0     |
| Independiente (Neuquén) Argentina                                    | 2016                    | 13    | 0     | -          | -          | -           | -           | 13    | 0     |
| Independiente (Neuquén) Argentina                                    | Total Independiente (N) | 51    | 0     | 3          | 0          | -           | -           | 54    | 0     |
| FC Koper Eslovenia                                                   | 2016/17                 | 15    | 0     | 1          | 0          | -           | -           | 16    | 0     |
| FC Koper Eslovenia                                                   | Total FC Koper          | 15    | 0     | 1          | 0          | -           | -           | 16    | 0     |
| Nueva Chicago Argentina                                              | 2017/18                 | 16    | 0     | -          | -          | -           | -           | 16    | 0     |
| Nueva Chicago Argentina                                              | Total Chicago           | 16    | 0     | -          | -          | -           | -           | 16    | 0     |
| Total en su carrera                                                  | Total en su carrera     | 120   | 0     | -          | -          | -           | -           | 128   | 0     |
| Última actualización: Ferro Carril Oeste vs. Nueva Chicago, 30.04.18 |                         |       |       |            |            |             |             |       |       |